# Anello Lassell
L'anello Lassell, che ebbe come designazione provvisoria 1989 N4R, è situato attorno a Nettuno.

## Nome
Porta il nome dell'astronomo William Lassell, scopritore di Tritone, satellite di Nettuno.

## Caratteristiche
L'anello Lassell orbita ad una distanza dal centro di Nettuno di 55 200 km; è largo 4 000 km ed ha una luminosità superiore agli altri.
Fu scoperto grazie all'analisi delle foto prese dal Voyager 2 durante il sorvolo del sistema nettuniano nel 1989.